# Симфили
Симфилите (Symphyla) са клас животни от тип Членестоноги (Arthropoda).
Таксонът е описан за пръв път от Джон Адам Райдър през 1880 година.

## Семейства
- Scolopendrellidae
- Scutigerellidae